# Шмагин, Николай Александрович
 Николай Александрович Шмагин (08.03.1923 — 21.09.1991) — бригадир мотористов ОКБ-456 Государственного комитета Совета Министров СССР по оборонной технике, Московская область. Герой Социалистического Труда (28.08.1948).

## Биография
Родился 8 марта 1923 года в селе Якиманское, ныне Солнечногорского района Московской области. Русский.
Окончил 7 классов и школу ФЗУ в Химках. С 1940 года работал учеником слесаря на Химкинском заводе № 84.
В годы Великой Отечественной войны с апреля 1942 года работал мотористом на Химкинском заводе № 301, вернувшемся из эвакуации из Новосибирска. Участвовал в выпуске истребителей Як-1, Як-7 и деталей ЛаГГ-3.
С 1949 года работал в испытательном комплексе на заводе № 456 (ныне — НПО «Энергомаш» имени академика В. П. Глушко, город Химки Московской области). С 1949 года — моторист, с 1959 года — бригадир мотористов, с 1965 года — механик-испытатель.
С 1955 года на реконструированном стенде № 1 участвовал в доводочных испытаниях жидкостных реактивных двигателей (ЖРД) РД-107 и РД-108, предназначавшихся для межконтинентальной двухступенчатой ракеты Р-7. Испытанные двигатели разработки ОКБ-456 стояли в 1957 году и на первой межконтинентальной баллистической ракете, и на ракете, которая вывела на орбиту первый искусственный спутник Земли. В 1960 году доводка ЖРД РД-107 и РД-108 была закончена, и началось их серийное производство на заводе в городе Куйбышев (ныне — Самара).
С 1959 года в должности бригадира испытательного стенда № 1 участвовал в отработке двигателя РД-111 на паре компонентов «жидкий кислород + керосин». Двигатель предназначался для новой межконтинентальной баллистической ракеты Р-9.
В период доводки двигателя РД-111 на стенде № 1 впервые в стендовой и заводской практике бригадой Шмагина была отработана методика повторных испытаний без съёма двигателя со стенда с заменой на нём отдельных агрегатов, внедрён в эксплуатацию технологический процесс качания камер сгорания с переходом при испытании питания рулевых машин с масла на керосин — основной компонент топлива. Освоена технология переохлаждения жидкого кислорода. Преодолевая различные технические трудности, работники стенда № 1 успешно за 2,5 года закончили доводку двигателя РД-111, и ОКБ-456 сдало его в серию.
12 апреля 1961 года трёхступенчатая ракета-носитель доставила на околоземную орбиту космический корабль «Восток», на борту которого находился первый космонавт Ю. А. Гагарин. На трёхступенчатой ракете-носителе на каждом из блоков I ступени был установлен четырёхкамерный жидкостно-реактивный двигатель РД-107, а на II ступени — четырёхкамерный реактивный двигатель РД-108. На III ступени был установлен однокамерный жидкостно-реактивный двигатель с четырьмя рулевыми соплами. Эти двигатели были испытаны и доведены до идеального рабочего состояния бригадой механика-испытателя Шмагина.
Указом Президиума Верховного Совета СССР («закрытым») от 17 июня 1961 года за выдающиеся заслуги в создании образцов ракетной техники и обеспечение успешного полёта советского человека в космическое пространство Шмагину Николаю Александровичу присвоено звание Героя Социалистического Труда с вручением ордена ордена Ленина и золотой медали «Серп и Молот».
С 1959 по 1965 год участвовал в испытаниях и доводке двигателей для боевых ракет Р-14, Р-16 и Р-36.
10 марта 1964 года на стенде № 1 состоялось первое испытание двигателя РД-253 с «закрытым» выхлопом, которое проводил Н. А. Шмагин. В течение 11 лет продолжались испытания двигателей на штатных компонентах топлива. На нём получили путёвку в жизнь двигатель РД-253 для ракеты «Протон», двигатели РД-263 и РД-268 для боевых ракет.
В 1967 году был назначен исполняющим обязанности начальника участка жидкого кислорода (ЖКУ), а с 1970 по 1986 годы являлся руководителем этого участка. В этой должности участвовал в испытаниях двигателей РД-263, а с начала 1974 года — сверхмощного ЖРД РД-170. В 1977-78 годах он участвовал в создании газогенератора будущего большого двигателя в составе установки 3УК, в 1978-79 годах — в отработке полноразмерного автономного турбогенератора ТНА в составе установки 6УК.
В 1980-х годах застал ещё создание и испытание двигателей РД-180, РД-171М.
Избирался депутатом Химкинского городского Совета.
С 1986 года — на пенсии.
Умер 21 сентября 1991 года. Похоронен в городе Химки Московской области на Машкинском кладбище.

## Награды
- Золотая медаль «Серп и Молот» (17.06.1961)
- Орден Ленина (17.06.1961)
- Медаль «В ознаменование 100-летия со дня рождения Владимира Ильича Ленина» (6 апреля 1970)
- Медаль «За трудовую доблесть»(20.04.1956)
- Медаль «За трудовое отличие» (29.07.1960)
- Медаль «Ветеран труда»

## Память
- На могиле установлен надгробный памятник[3].